# Scathophaga semiatra
Scathophaga semiatra är en tvåvingeart som först beskrevs av Meijere 1907.  Scathophaga semiatra ingår i släktet Scathophaga och familjen kolvflugor.
Artens utbredningsområde är Nederländerna. Inga underarter finns listade i Catalogue of Life.